# قارچ پیاله‌ای
قارچ پیاله‌ای (نام علمی: Cantharellus) نام یک سرده از تیره قارچ‌های پیاله‌ای است.